# L'isola del giorno prima
Brasil: A ilha do dia anterior / Portugal: A Ilha do Dia Antes é um romance de ficção do escritor italiano Umberto Eco e foi escrito em 1994.
O livro é ambientado no Século XVII, durante a busca histórica pelo segredo da longitude. O personagem central é Roberto della Griva, um nobre italiano que teve seu navio encalhado em um deserto no Oceano Pacífico, e seu estado mental vai se tornando lentamente decadente, em um cenário da ciência da era barroca, metafísica e cosmologia.

## Sinopse
O navio de um jovem piemontês da pequena nobreza de Montferrato sofre um naufrágio nos mares do sul. Agarrado numa tábua, ele chega a outro navio, completamente desabitado, mas cheio de objetos e recordações. O náufrago revive, então, em sua memória, histórias que descortinam a cultura, como o fato de uma das ilhas em questão ser a famosa (na época) ilha onde encontrava-se a linha imaginária sobre a exata mudança de tempo (fuso horário), pois acreditava-se ser plano, e não uma esfera o planeta Terra), a filosofia e a sociedade do século XVII.

## Resumo do Enredo
Roberto della Griva, um nobre italiano do Século XVII, é o único sobrevivente de um naufrágio ocorrido durante uma violenta tempestade. Ele se vê arrastado em um navio abandonado em um porto através do qual, ele se convence, corre a Linha Internacional de Data. Embora a costa esteja muito próxima, Roberto é incapaz de nadar e, portanto, está encalhado no navio. Ele começa a relembrar sua vida e seu amor. Ele fica obcecado com seu irmão gêmeo supostamente malvado, que é separado de sua própria persona através de um processo que lembra o Efeito Doppelgänger, e, assim, acusando-o de todas as coisas ruins que aconteceram em sua vida. O irmão leva a culpa principalmente por suas más escolhas e está presente para adoçar as decepções da vida. Através dessa reminiscência, ele se convence de que todos os seus problemas terminarão se ele puder alcançar a terra.
A história é contada do ponto de vista de um editor moderno que classificou os papéis do homem. Exatamente como os documentos foram preservados e eventualmente transmitidos ao editor, permanece um ponto de conjectura.

## Curiosidades
- A Ilha Diomedes Maior é conhecida como "Ilha do Amanhã", e serviu de inspiração para Umberto Eco. A ilha possui uma "irmã", Ilha Diomedes Menor, que dista 4 km de si. No meio das 2 ilhas passa a Linha Internacional de Data. Ou seja, mesmo que a distância entre as duas ilhas seja de apenas 4 Km, qualquer percurso entre elas gera uma diferença de 24 horas. Foi essa "curiosidade" em mente que inspirou Umberto Eco a escrever o seguinte poema de seu livro[1]:

1. ↑  acervo.popa.com.br/ Ilhas Diomedes: Onde EUA e Rússia se encontram, e o Leste se torna Oeste